# 村上喜紀
村上喜紀（1993年10月29日—），日本男性聲優。屬Across Entertainment。

## 出演作品
粗體字為主要角色

### 電視動畫
2014年
- 魔法少女大戰（人員B）#15[2]

2016年
- 美男高校地球防衛部LOVE！LOVE！（別府日彥）[3]

2017年
- 政宗君的復仇（學生、路人、游泳社員、學生會長、櫃檯人員）

2018年
- 飆速宅男 GLORY LINE（觀客、船津、箱根學園部員）
- 鬼燈的冷徹 第貳期 其之貳（新人、男性）
- 妖怪手錶陰暗面（少年C、景介的班導、赤松）

2019年
- 鑽石王牌 actII（山口健、江崎卓）
- KING OF PRISM -Shiny Seven Stars-（梅里納）[4]

2021年
- 哆啦A夢 第2作第2期（藝人）
- IDOLiSH7 Third BEAT!（達稀）

2022年
- 足球風雲 Goal to the Future（羽生健二）

2024年
- 秒殺外掛太強了，異世界的傢伙們根本就不是對手。（橘裕樹[5]）

### OVA
2017年
- 美男高校地球防衛部LOVE！LOVE！LOVE！（別府日彥）

2018年
- 政宗君的復仇（〈法式餐廳的〉男服務生）

### 電影動畫
2015年
- 屍者的帝國[2]

2016年
- PERSONA3 THE MOVIE #4 Winter of Rebirth（男性）[2]
- 電影 妖怪手錶 飛天鯨魚和雙重世界的大冒險喵！[2]

2019年
- 電影 妖怪學園Y 貓也能成為 HERO 嗎[2]

2025年
- 美男高校地球防衛部ETERNAL LOVE！（別府日彥[6]）

### 遊戲
2016年
- きゅんPON！（寶條瑛知、桂木鏡矢）[2][7]

2017年
- 食育レボリューション（柚木冬路）[8]

### 廣播劇
2016年
- 私立アリエン學園DX（少年）[9]

### 其它
- 池上彰解説塾 再現V（朝日電視台）（易怒高中生＆校內暴力學生）[2]
- （富士電視台）（虛擬帥哥男友）[2]
- 放送大學「學校臨床心理學」重現治療影片（拒絕上學的大學生）[2]

2015年
- 女神異聞錄跟蹤狂俱樂部 第19回內『暑假特別企劃「在Atlus真發生過的恐怖故事」』環節[2][10]

## 註解
1. 1 2  村上喜紀. . Across Entertainment官方部落格. 2015年10月10日  [2016年8月7日]. （原始内容存档于2016年9月20日） （日语）.
2. 1 2 3 4 5 6 7 8 9 10  . ACROSS ENTERTAINMENT.   [2016年8月5日]. （原始内容存档于2020年11月1日）.
3. ↑  . 電視動畫「美男高校地球防衛部LOVE！LOVE！」官方網站. 馬谷くらり／黑玉湯保存會.   [2016年8月5日]. （原始内容存档于2016年8月11日）.
4. ↑  . animate Times. 2018年3月7日  [2022年10月22日]. （原始内容存档于2022年10月22日）.
5. ↑  . Comic Natalie. 2023-11-02  [2023-11-02]. （原始内容存档于2023-11-06） （日语）.
6. ↑  . Comic Natalie. 2024-09-27  [2024-09-27]. （原始内容存档于2024-12-02） （日语）.
7. ↑  . 4Gamer.net.   [2016年8月5日]. （原始内容存档于2018年12月2日）.
8. ↑  . SHOKUIKU REVOLUTION.   [2017年6月10日]. （原始内容存档于2021年1月26日）.
9. ↑  . arigaku-dx. 私立アリエン学園 DX.   [2016年11月5日]. （原始内容存档于2021年1月10日）.
10. ↑  磯村知美、Mafia梶田.  (Niconico). 女神異聞錄跟蹤狂俱樂部. 2015年8月31日  [2016年8月5日]. （原始内容存档于2017年3月5日）.

## 外部連結
- 村上喜紀 事務所官方簡歷 （页面存档备份，存于）（日語）
- 村上喜紀的X（前Twitter）